# المعينة (شرس)

تعديل مصدري - تعديل

المعينة هي إحدى قرى عزلة شرس الاعلى بمديرية شرس التابعة لمحافظة حجة، بلغ تعداد سكانها 99 نسمة حسب تعداد اليمن لعام 2004.